# Diga di Oberaar
La diga di Oberaar è una diga a gravità situata in Svizzera, nel Canton Berna, nella zona del passo del Grimsel.

## Descrizione
Ha un'altezza di 100 metri e il coronamento è lungo 526 metri. Il volume della diga è di 453.000 metri cubi.
Il lago creato dallo sbarramento, l'Oberaarsee ha un volume massimo di 61 milioni di metri cubi, una lunghezza di 2,8 km e un'altitudine massima di 2303 m s.l.m. Lo sfioratore ha una capacità di 21 metri cubi al secondo. Le acque del lago vengono sfruttate dall'azienda Kraftwerke Oberhasli AG.
Il lago è usato come bacino di pompaggio dal Grimselsee e alimenta le centrali idroelettriche del Grimsel 1 e 2.

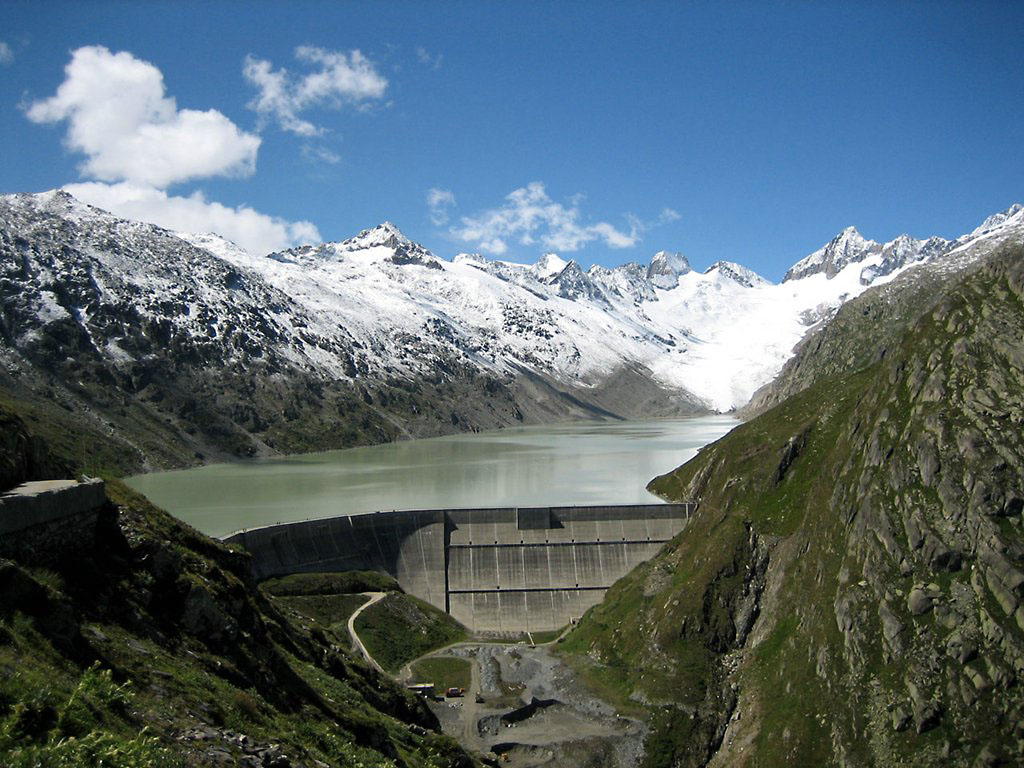
Veduta da lontano

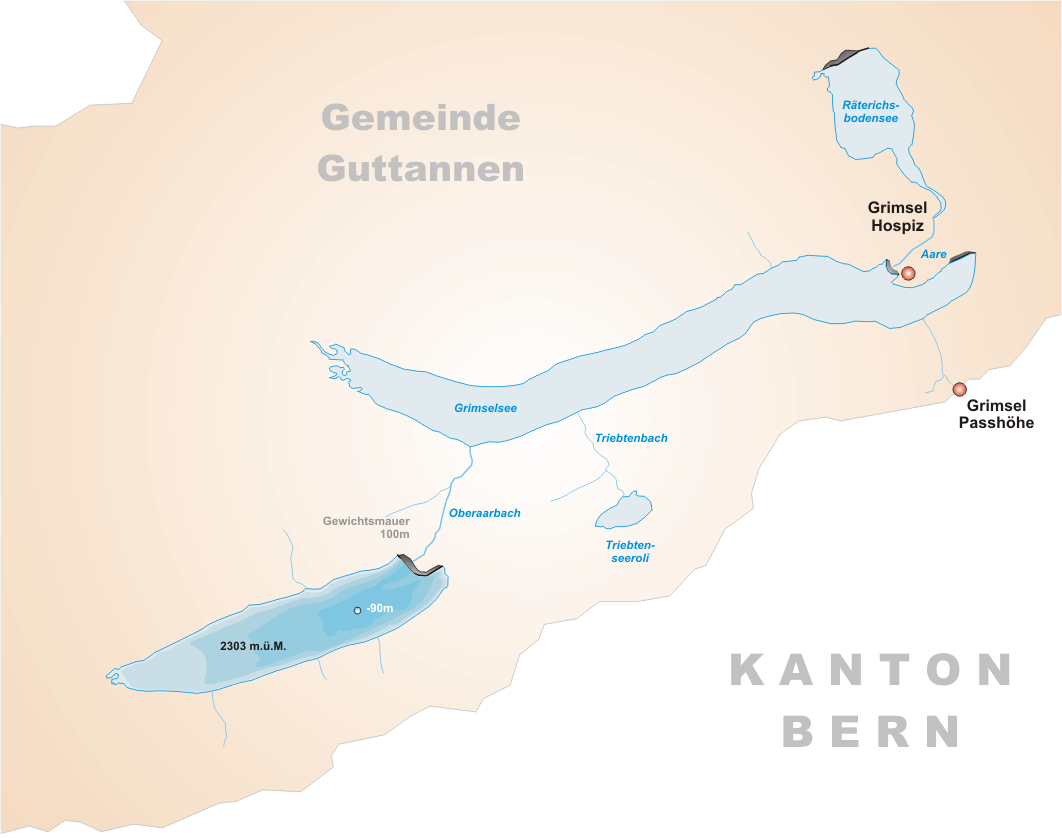
Mappa del lago